# Droß
Droß – gmina w Austrii, w kraju związkowym Dolna Austria, w powiecie Krems-Land. Według Austriackiego Urzędu Statystycznego liczyła 965 mieszkańców (1 stycznia 2014).